# Ľubomíra Kalinová
Ľubomíra Kalinová (* 11. Februar 1982 in Banská Bystrica) ist eine ehemalige slowakische Skilangläuferin und Biathletin.
Ľubomíra Kalinová bestritt seit 1999 internationale Rennen im Skilanglauf. 2000 in Štrbské Pleso, 2001 in Karpacz und Szklarska Poręba und 2002 in Schonach nahm sie an Nordischen Juniorenweltmeisterschaften teil. 2001 wurde sie unter anderem 16. über 15 Kilometer und 19. im Sprint, 2002 15. über 5 Kilometer. Bei der Winter-Universiade 2001 in Zakopane war Kalinovás beste Platzierung ein 15. Rang über 15 Kilometer, 2003 in Tarvisio konnte sie sich über die Strecke um einen Rang verbessern. Ende 2001 startete sie über 5 Kilometer erstmals in einem Skilanglauf-Weltcup-Rennen und wurde 83. In elf Weltcup-Rennen konnte sie nie in die Punkteränge laufen. Ihr für fünf Jahre letztes internationales Rennen bestritt Kalinová im Rahmen der Nordischen Skiweltmeisterschaften 2003 im Val di Fiemme, wo sie 51. des Verfolgungsrennen wurde. Nachdem sich nicht die erwünschten Erfolge einstellten, wechselte sie anschließend zum Biathlon.
Im Biathlon bestritt Kalinová ihr erstes Rennen 2004 im Rahmen des Biathlon-Europacups in Obertilliach. Als 27. des Einzels gewann sie sofort erste Punkte. Das erste Weltcup-Rennen bestritt sie 2005 in Ruhpolding und wurde dort 85. im Sprint. 2007 konnte sie in Oberhof mit der Staffel Neunte werden. Bei der Winter-Universiade 2007 in Cesana San Sicario konnte sich Kalinová in allen fünf Rennen unter den besten Zehn platzieren. Mit der Staffel verpasste sie als Viertplatzierte knapp eine Medaille. Ebenfalls mit der Staffel erreichte die Slowakin als 15. bei den Biathlon-Weltmeisterschaften 2007 in Antholz ihr bestes Ergebnis. Im Sprint lief sie auf den 76. Platz. Das nächste Großereignis wurden die Biathlon-Europameisterschaften 2008 in Nové Město na Moravě, wo Kalinová 49. des Sprints, 30. im Verfolgungsrennen und Fünfte mit der Staffel wurde. In der Saison 2008/09 erreichte sie im Weltcup zum Saisonauftakt in Östersund als 54. des Einzels ihr bislang bestes Weltcup-Ergebnis. Ľubomíra Kalinová nahm an den Olympischen Winterspielen 2010 teil. Ihr bestes Resultat war der 80. Platz im Einzel. 2013 beendete sie ihre aktive Karriere.

## Biathlon-Weltcup-Platzierungen
Die Tabelle zeigt alle Platzierungen (je nach Austragungsjahr einschließlich Olympische Spiele und Weltmeisterschaften).
- 1.–3. Platz: Anzahl der Podiumsplatzierungen
- Top 10: Anzahl der Platzierungen unter den ersten zehn (einschließlich Podium)
- Punkteränge: Anzahl der Platzierungen innerhalb der Punkteränge (einschließlich Podium und Top 10)
- Starts: Anzahl gelaufener Rennen in der jeweiligen Disziplin

| Platzierung                      | Einzel | Sprint | Verfolgung | Massenstart | Staffel | Gesamt |
| -------------------------------- | ------ | ------ | ---------- | ----------- | ------- | ------ |
| 1. Platz                         |        |        |            |             |         |        |
| 2. Platz                         |        |        |            |             |         |        |
| 3. Platz                         |        |        |            |             |         |        |
| Top 10                           |        |        |            |             | 2       | 2      |
| Punkteränge                      | 1      |        |            |             | 12      | 13     |
| Starts                           | 11     | 24     | 2          |             | 12      | 49     |
| Stand: nach der Saison 2009/2010 |        |        |            |             |         |        |